# Kubeflex

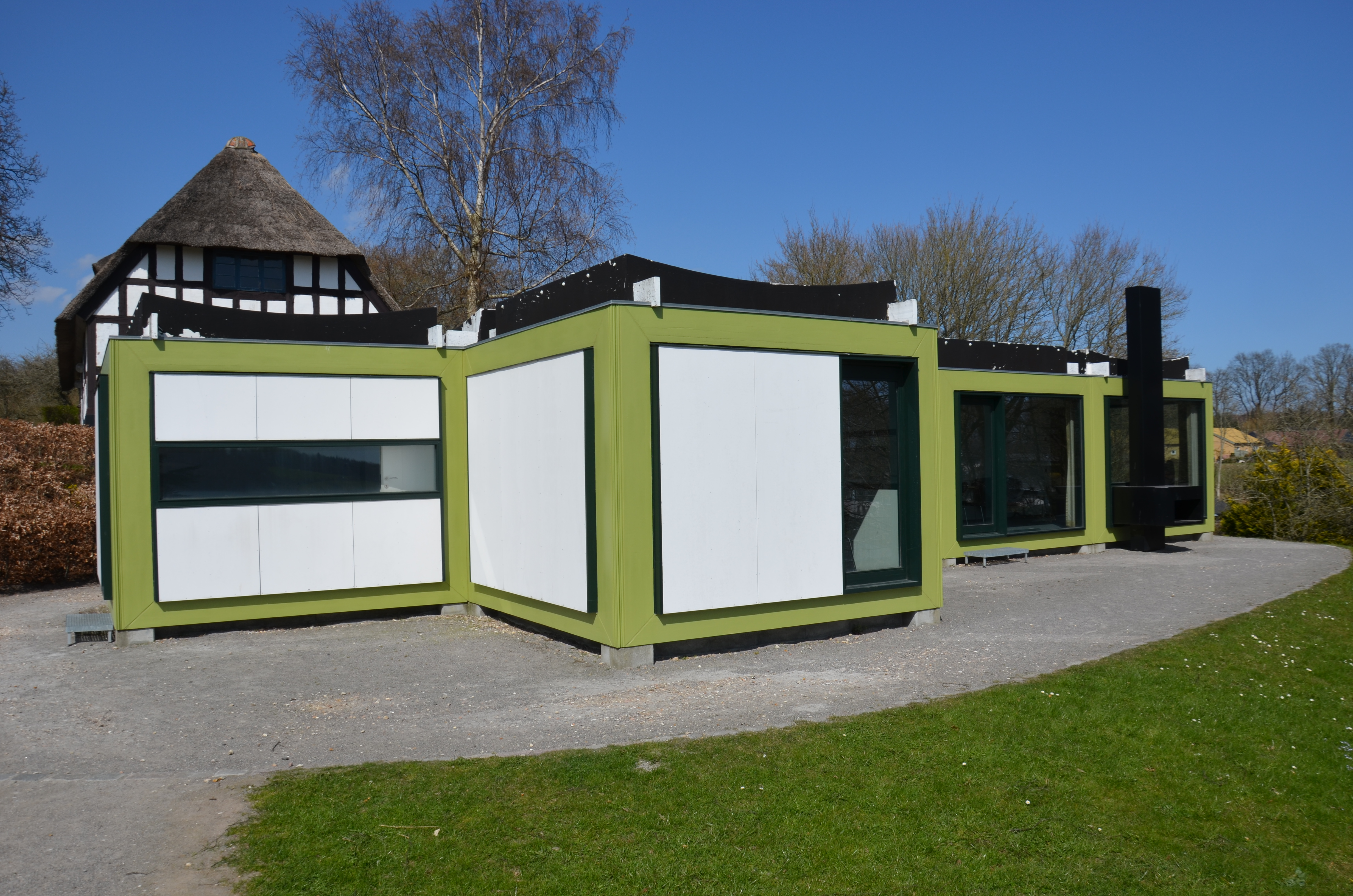
Kubeflex

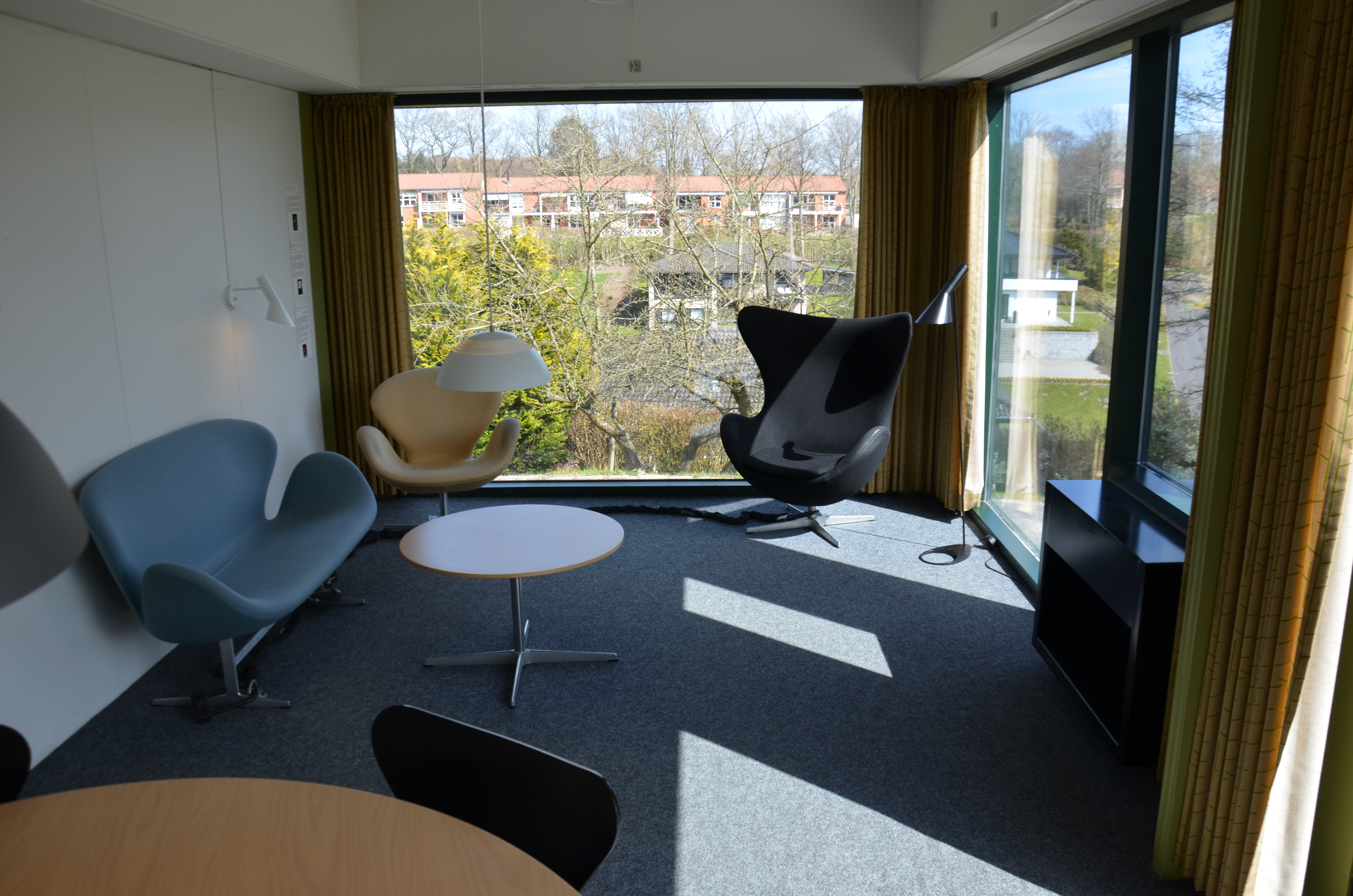
Vardagsrum mot kök och sovrum

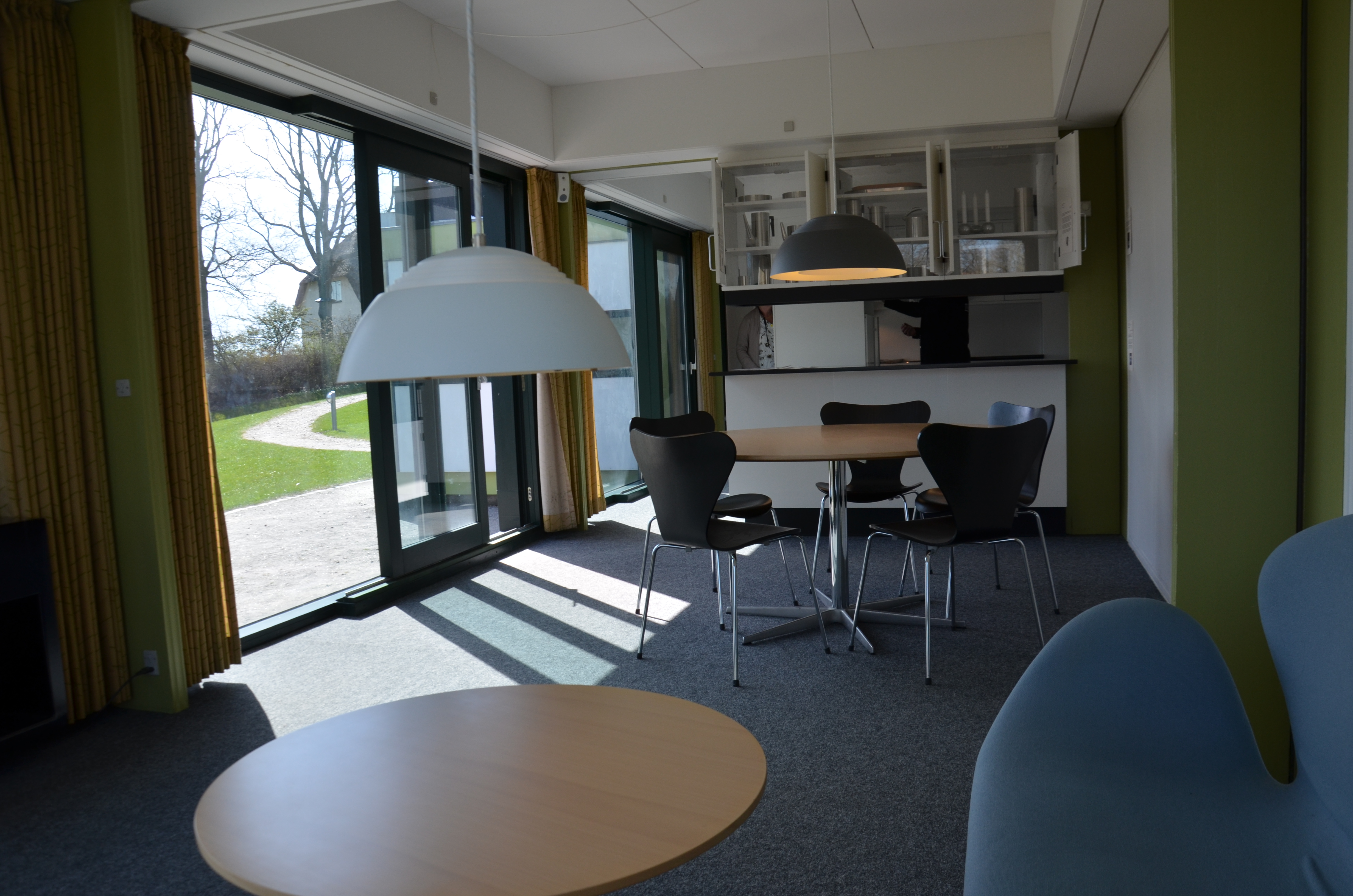
Vardagsrum

Kubeflex är en prototyp till ett modulhussystem, som skapats av Arne Jacobsen.
Arne Jacobsen konstruerade 1969-70 för N.S HØM ett modulsystem för fritidshus. Ett prototyphus visades på typhusmässan Archibo i Ishøj 1970. Detta användes därefter som familjen Jacobsens egna sommarstuga vid kusten vid Vordingborg på södra Själland, men någon serieproduktion kom aldrig igång. Prototyphuset har senare köpts av Trapholt Kunstmuseum och återuppfördes 2005 på museets tomt i Kolding.
Modulerna, tänkta att prefabriceras, är på 10 kvadratmeter (3,36 x 3,36 meter) och tänkta att kombineras ihop på olika sätt och också läggas till efter hand som önskemål om boyta ökade. Prototyphuset i Kolding har kök, vardagsrum, två sovrum och tvättrum i sex moduler, med inredning och utensilier också formgivna av Arne Jacobsen.